# Liste der Naturdenkmale in Sponheim
Die Liste der Naturdenkmale in Sponheim nennt die im Gemeindegebiet von Sponheim ausgewiesenen Naturdenkmale (Stand 7. März 2024).

## Naturdenkmale
| Nr.         | Bezeichnung                     | Lage                                                               | Beschreibung                                  | Bild                                    |
| ----------- | ------------------------------- | ------------------------------------------------------------------ | --------------------------------------------- | --------------------------------------- |
| ND-7133-415 | Rotbuchengruppe im Gemeindewald | nordwestlich des Ortes; Abteilung Im Baltes und auf Atzenhöll Lage | Fagus sylvatica, sechs Bäume, um 1700 gekeimt | Direkt Bild zu diesem Denkmal hochladen |
| ND-7133-416 | Versammlungseiche               | nordwestlich des Ortes; Abteilung Im Gauchsberg Lage               | Quercus sp.                                   | Direkt Bild zu diesem Denkmal hochladen |